# Švédská federace za práva leseb, gayů, bisexuálů a translidí

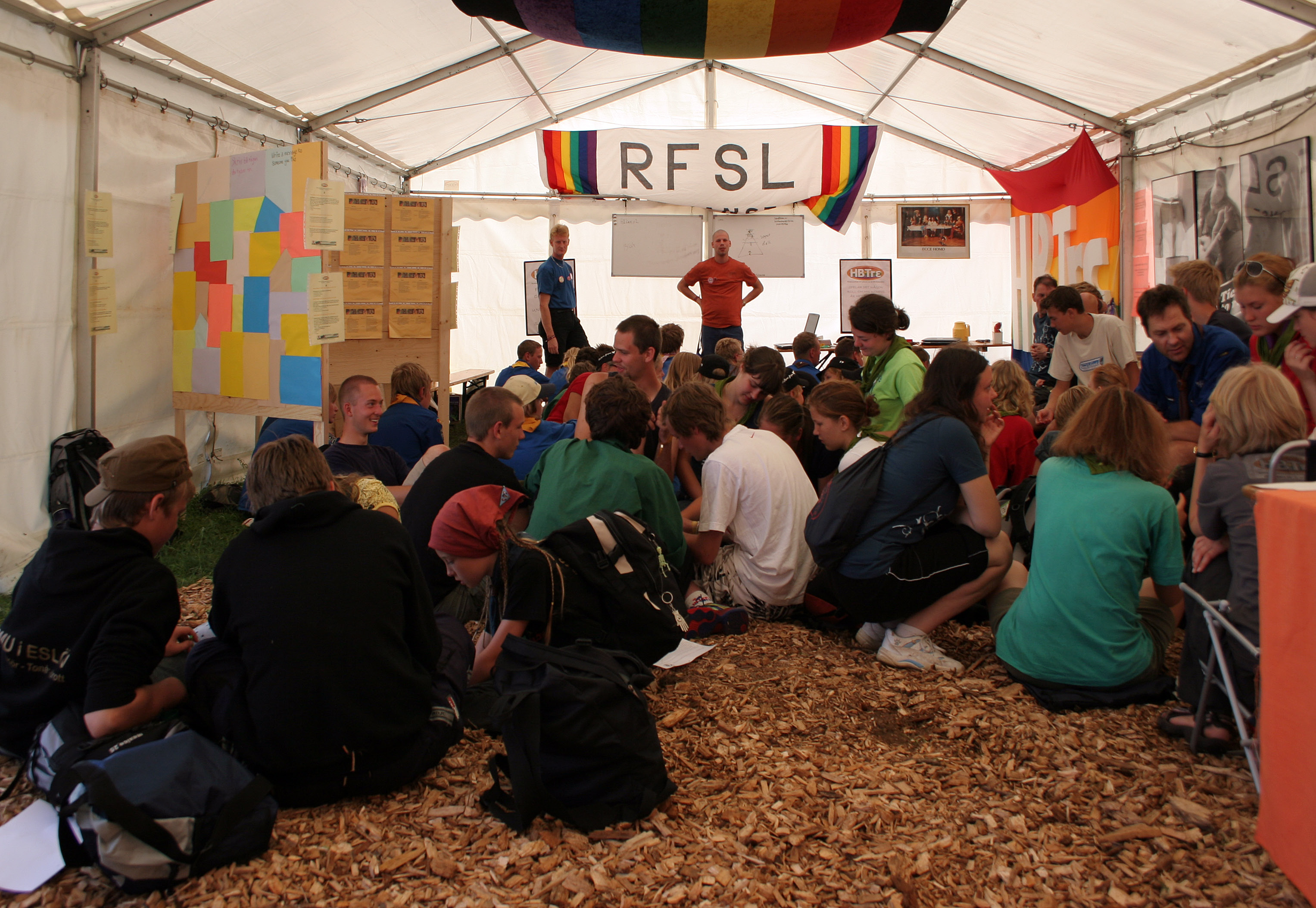
Seminář konaný pod záštitou RFSL během státního svátku Jiingijamborii v Rinkabě

Švédská federace za práva leseb, gayů, bisexuálů, translidí a queer (švédsky RFSL, Riksförbundet för homosexuellas, bisexuellas, transpersoners och queeras rättigheter, dříve Riksförbundet för sexuellt likaberättigande) je švédská organizace, jejíž hlavní činností je rozvoj práv sexuálních menšin.
Byla založená v r. 1950, což ji činí nejstarší LGBT organizací na světě. Počet jejích členů se momentálně pohybuje okolo 6 tisíc (2004). Organizace má pole působnosti v 28 regionech. Nejznámějším členem organizace byl Oskar Anderson (1904-1982).
Hlavním středobodem působení RFSL je legalizace manželství pro osoby stejného pohlaví, čehož dosáhla v dubnu 2009 po 50 letech snahy.
V červenci 2007 obdržela oficiální status NGO od Ekonomické a sociální radě OSN.